# Bertha van Hasselt
Bernardina „Bertha“ Johanna Roberta van Hasselt (* 22. September 1878 in Zwolle; † 11. Juni 1932 in Nijmegen) war eine niederländische Malerin und Grafikerin.

## Leben
Bertha van Hasselt wurde in Zwolle geboren und studierte von etwa 1894 bis 1900 an der Rijksakademie van beeldende kunsten in Den Haag, wo sie von 1894 bis 1897 Schülerin des Kurses zur Erlangung des MO-Zertifikats (MO-opleiding: Ausbildungsgänge für Lehrkräfte im niederländischen Sekundarbereich) war und von 1899 bis 1900 die Malklasse mit Zeichnen nach Modell besuchte. Sie wurde von Henk Bremmer und Frits Jansen unterrichtet.
Neben ihrer künstlerischen Arbeit war Bertha van Hasselt auch als Zeichenlehrerin tätig. Sie lebte und arbeitete bis 1897 in Den Haag, danach in Zutphen, Nijmegen, Bloemendaal, Haarlem und ab 1912 in Doetinchem, bevor sie ab 1913 wieder in Den Haag lebte.

## Werk
Bertha van Hasselt war Mitglied der Kunstenaarsvereniging Sint Lucas in Amsterdam, der Künstlervereinigung Pulchri Studio, der Schilderessenvereniging ODIS in Den Haag und ab 1927 der „Vereniging van Nederlandse Beeldende Kunstenaars de Brug Amsterdam“. Sie beteiligte sich an Ausstellungen der Künstlervereinigungen, denen sie angehörte und weiteren Ausstellungen in den Niederlanden. Zu ihren Motiven gehörten Porträts, Kircheninnenansichten, Stadtansichten, Tierdarstellungen und Blumenstillleben in Öl und als Zeichnung. Neben der Malerei fertigte sie auch Lithographien an. Werke von ihr befinden sich im Kunstmuseum Den Haag und im Kröller-Müller Museum in Otterlo.

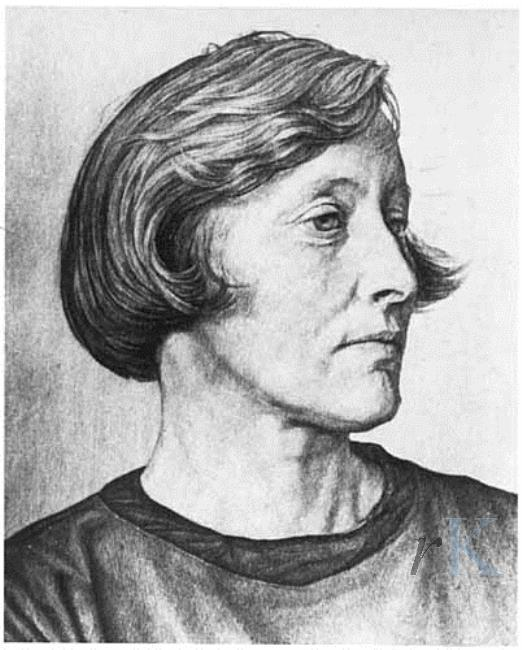
Portret van Julie de Graag, 1922
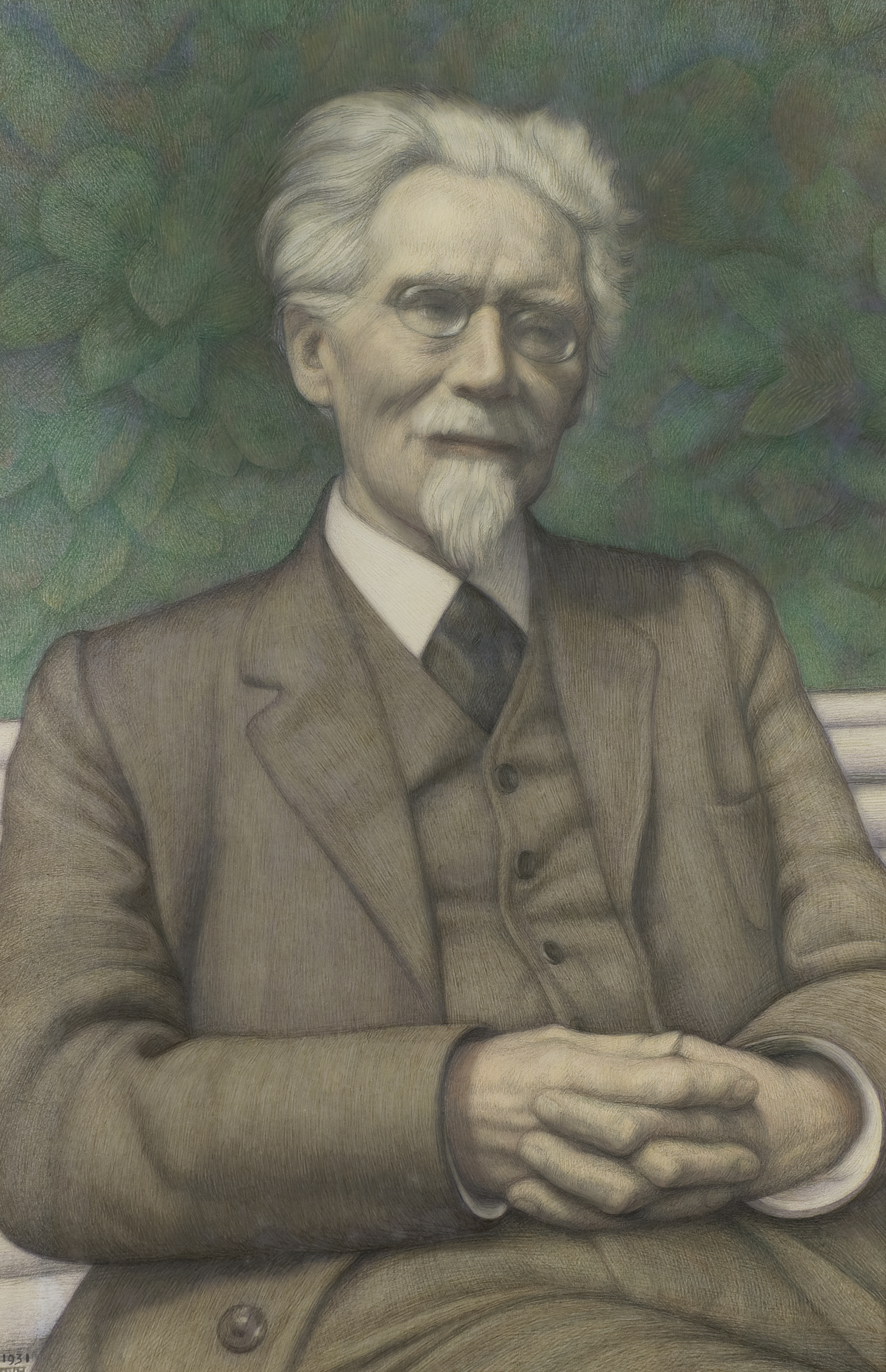
Portret van Gerard Heymans, 1931
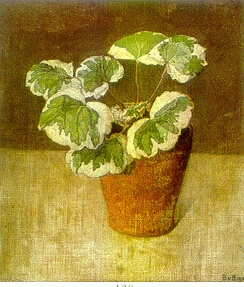
Plantje, 1907
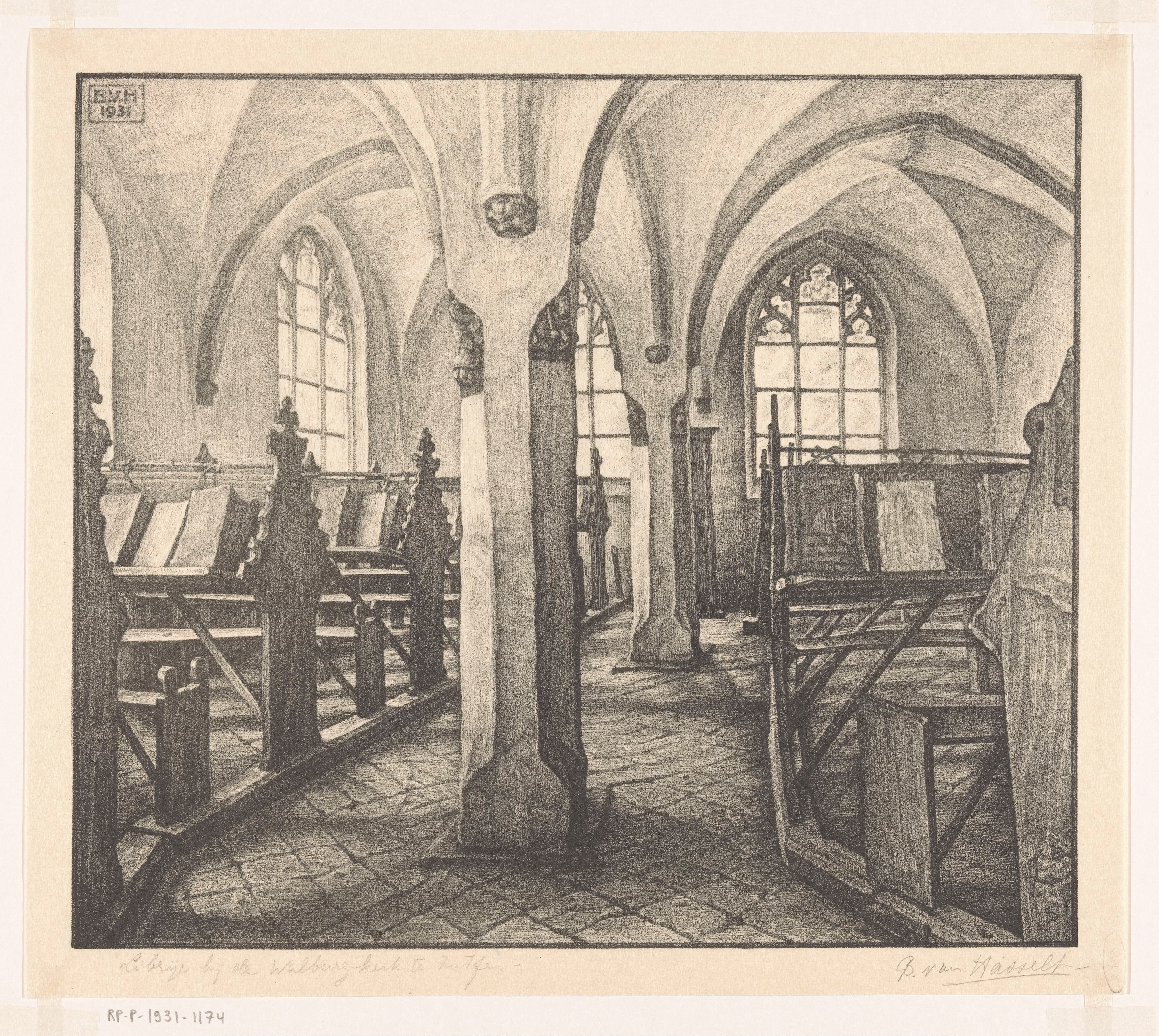
Librije bij de Walburgkerk te Zutphen, 1931
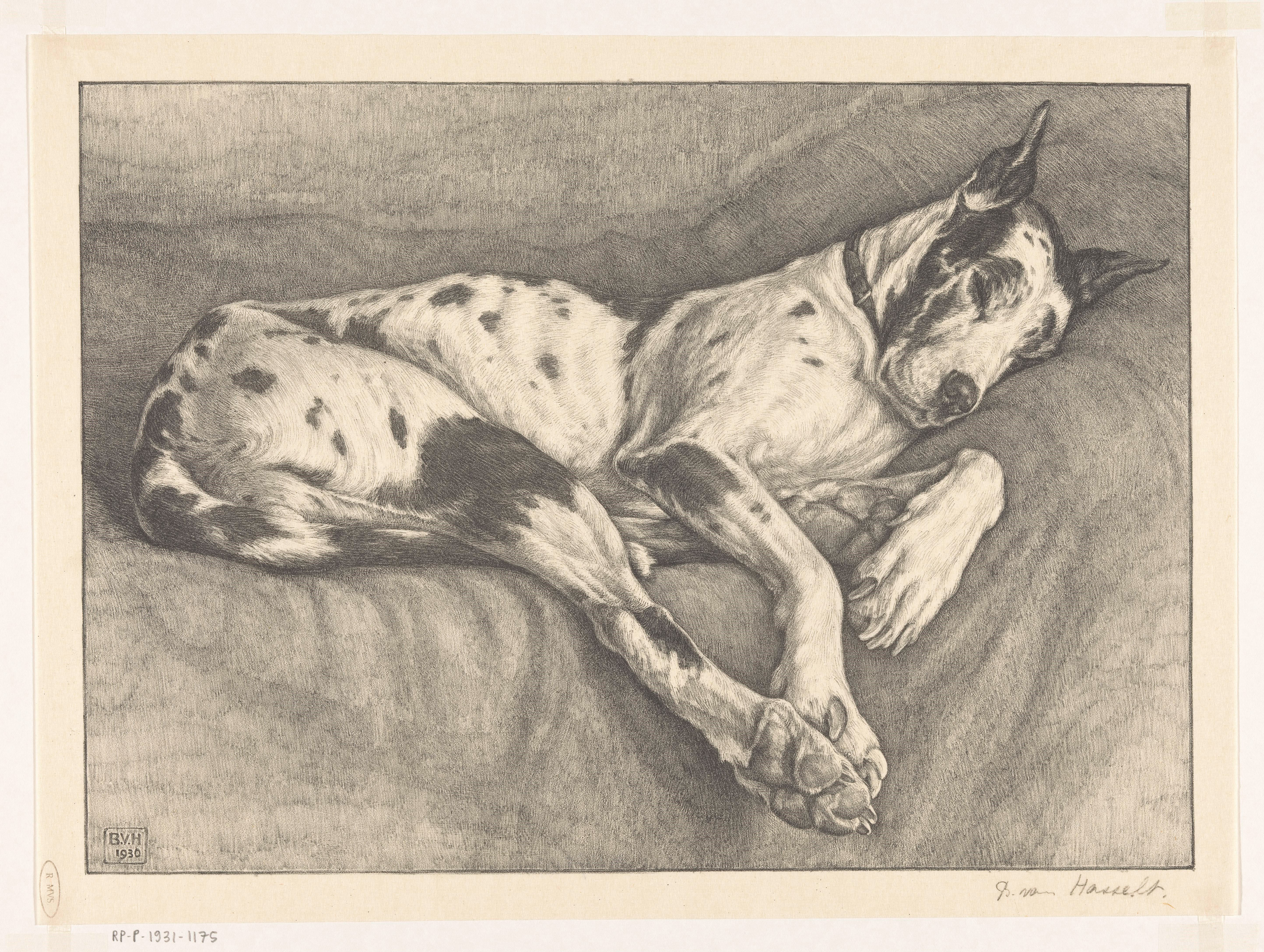
Slapende hond, 1930
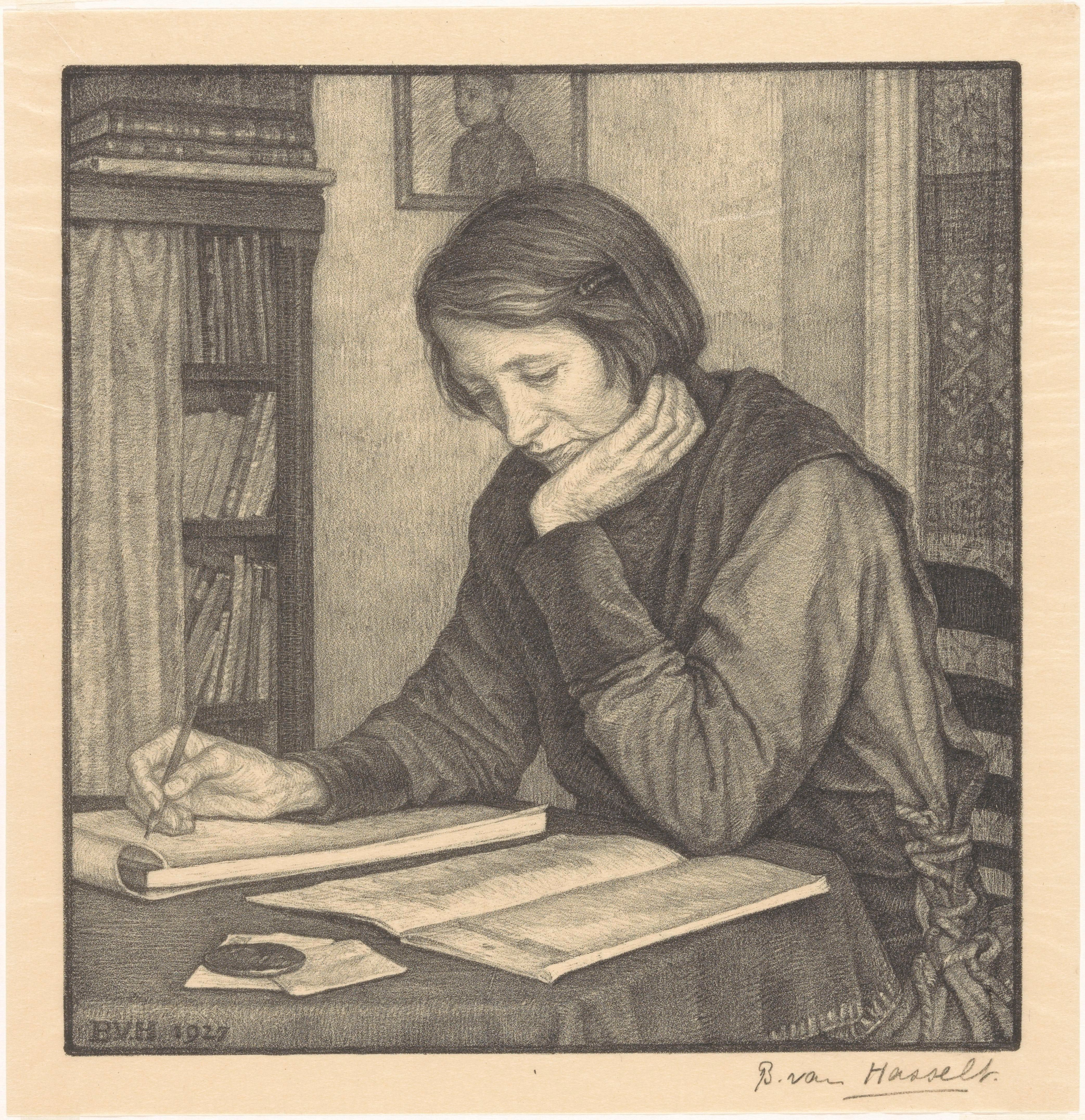
Portret van Sanne Bruinier, 1927

## Ausstellungen (Auswahl)
- 1913: De Vrouw 1813–1913, Amsterdam[1]
- 1914: Gemeinschaftsausstellung von Anna Egter van Wissekerke, Bertha van Hasselt, Geertruida van Hettinga Tromp, W. Huszár, Jo Koster, Corrie Pabst, Jan Terwey, Stedelijk Museum Amsterdam
- 1921, 1922: Jahresausstellung „Kunstenaarsvereniging Sint Lucas“, Stedelijk Museum Amsterdam
- 1923: Aquarellen, Künstlervereinigung Pulchri Studio, Den Haag
- 1923: „Kunstenaarsvereniging Sint Lucas“, Stedelijk Museum Amsterdam
- 1924: Werk van leden-schilderessen, Clubgebouw voor Vrouwen, Den Haag
- 1924, 1925, 1926: „Kunstenaarsvereniging Sint Lucas“, Stedelijk Museum Amsterdam
- 1927: zwart en wit, „Vereniging van Nederlandse Beeldende Kunstenaars de Brug Amsterdam“, Stedelijk Museum Amsterdam
- 1927: „Kunstenaarsvereniging Sint Lucas“, Stedelijk Museum Amsterdam
- 1928: Concours et exposition d'art olympique, Stedelijk Museum Amsterdam
- 1928: „Vereniging van Nederlandse Beeldende Kunstenaars de Brug Amsterdam“, Stedelijk Museum Amsterdam
- 1929: Haagsche kunstenaressen, Koninklijke Kunstzaal Kleykamp, Den Haag
- 1931: „Vereniging van Nederlandse Beeldende Kunstenaars de Brug Amsterdam“, Stedelijk Museum Amsterdam[3]